# (5865) Qualytemocrina
(5865) Qualytemocrina (1984 QQ) – planetoida z pasa głównego asteroid okrążająca Słońce w ciągu 3,74 lat w średniej odległości 2,41 j.a. Odkryta 31 sierpnia 1984 roku.